# Belur
Belur est une ville de l'État du Karnataka en Inde, située dans le District de Hassan. Elle fut une grande cité des souverains Hoysala, qui régnèrent entre le XIe et le XIVe siècle. Les Hoysala se convertirent au jaïnisme, ce qui explique la cohabitation de divinités jaïnes et hindoues.

## Le temple de Chennakeshava
Le monument principal de la ville est le temple de Chennakeshava (en). Sa construction a été initiée par le Hoysala, Vishnuvardana, en 1117. Elle s'est achevée 103 ans plus tard. Cette vaste entreprise fut dédiée à Vishnu après la victoire des Hoysala sur les Chola. Son type architectural relève du plus pur style Vesara.
Le temple possède aussi un gopuram construit au XIVe siècle et un bassin.

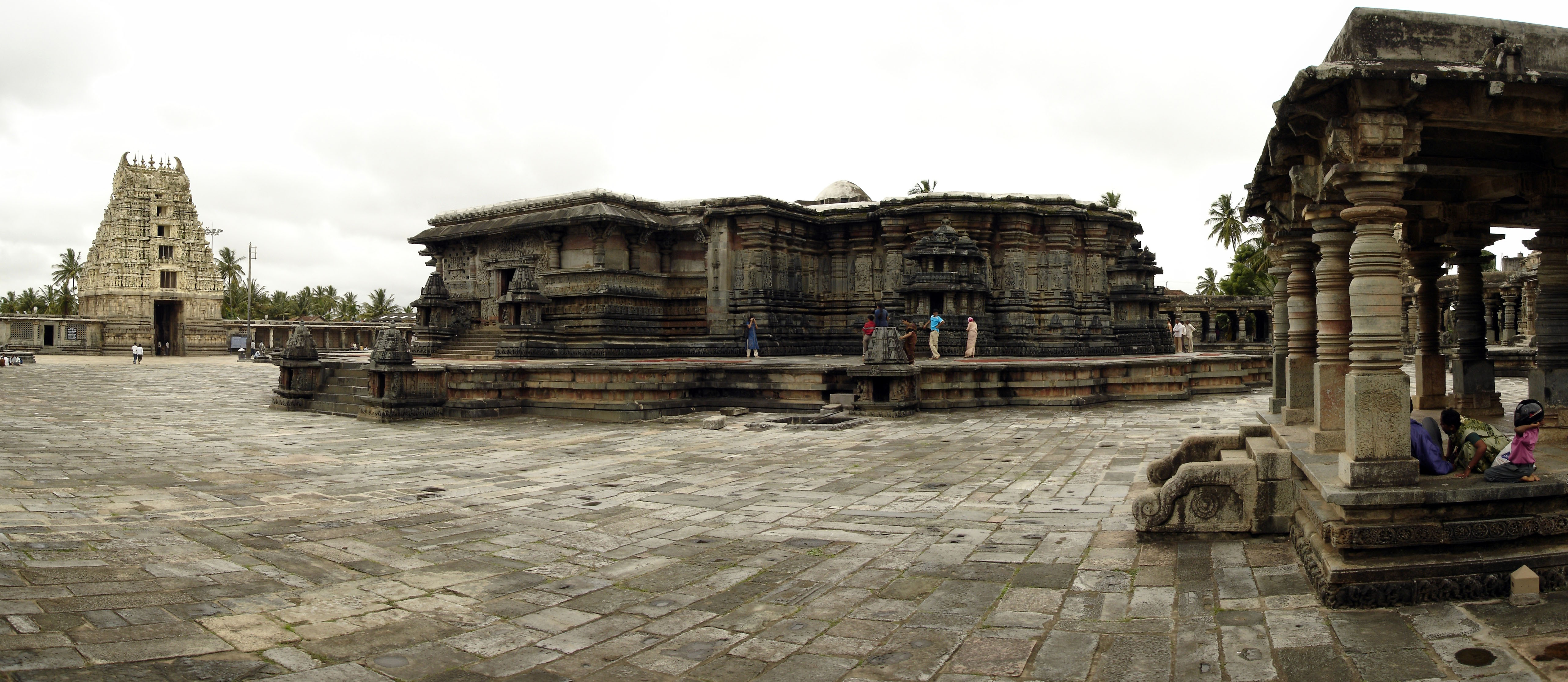
Vue panoramique du temple de Chennakesava, au loin la porte d'accès aux temples, gopuram
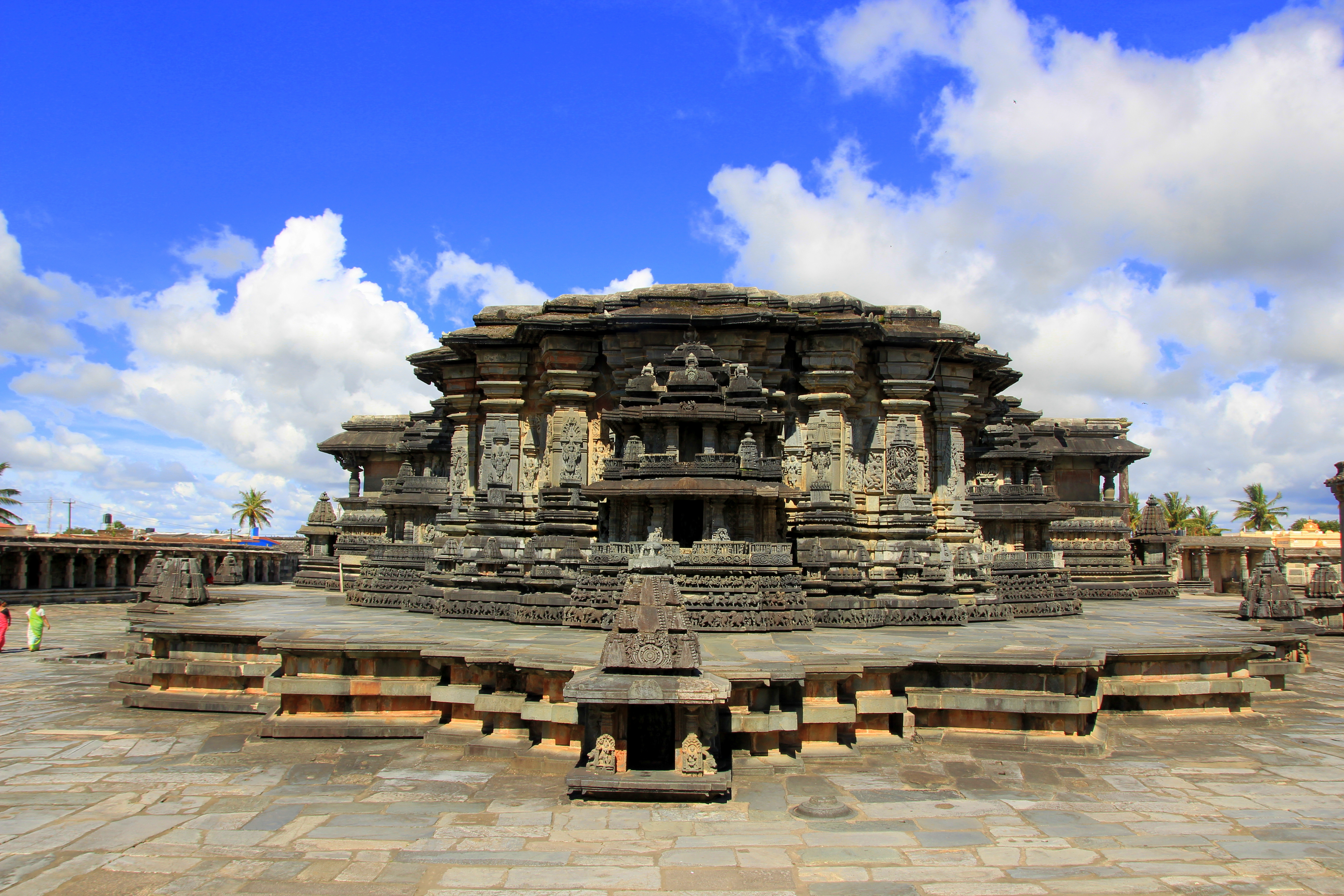
Le temple principal vu de côté
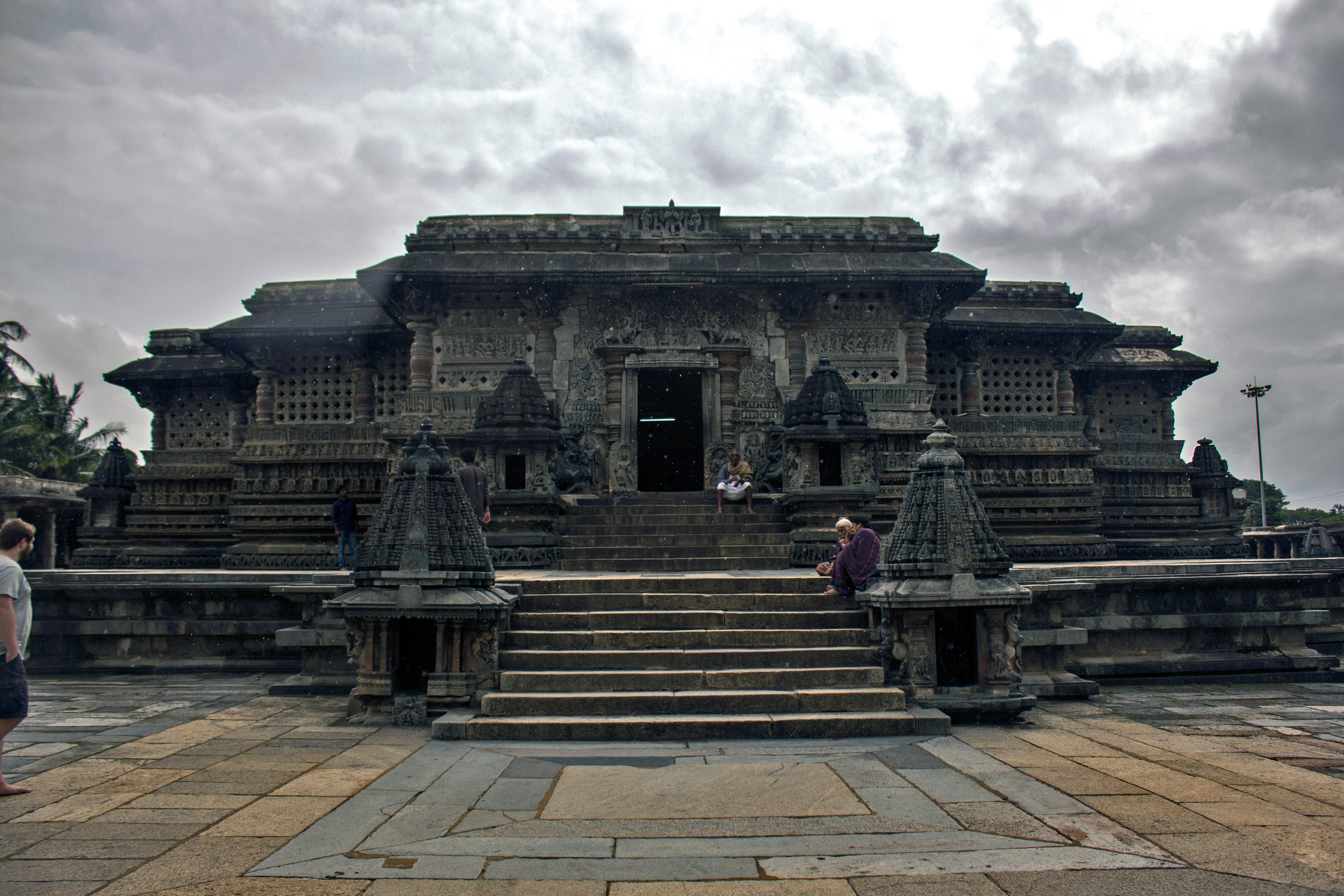
Le temple principal vu de face
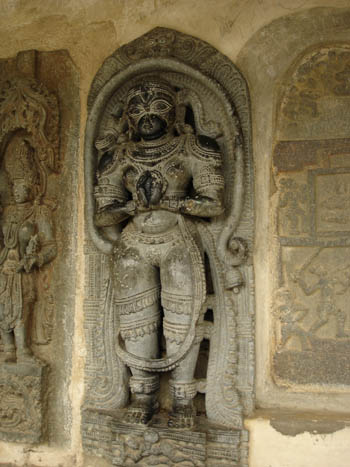
Une statue du temple représentant Hanuman
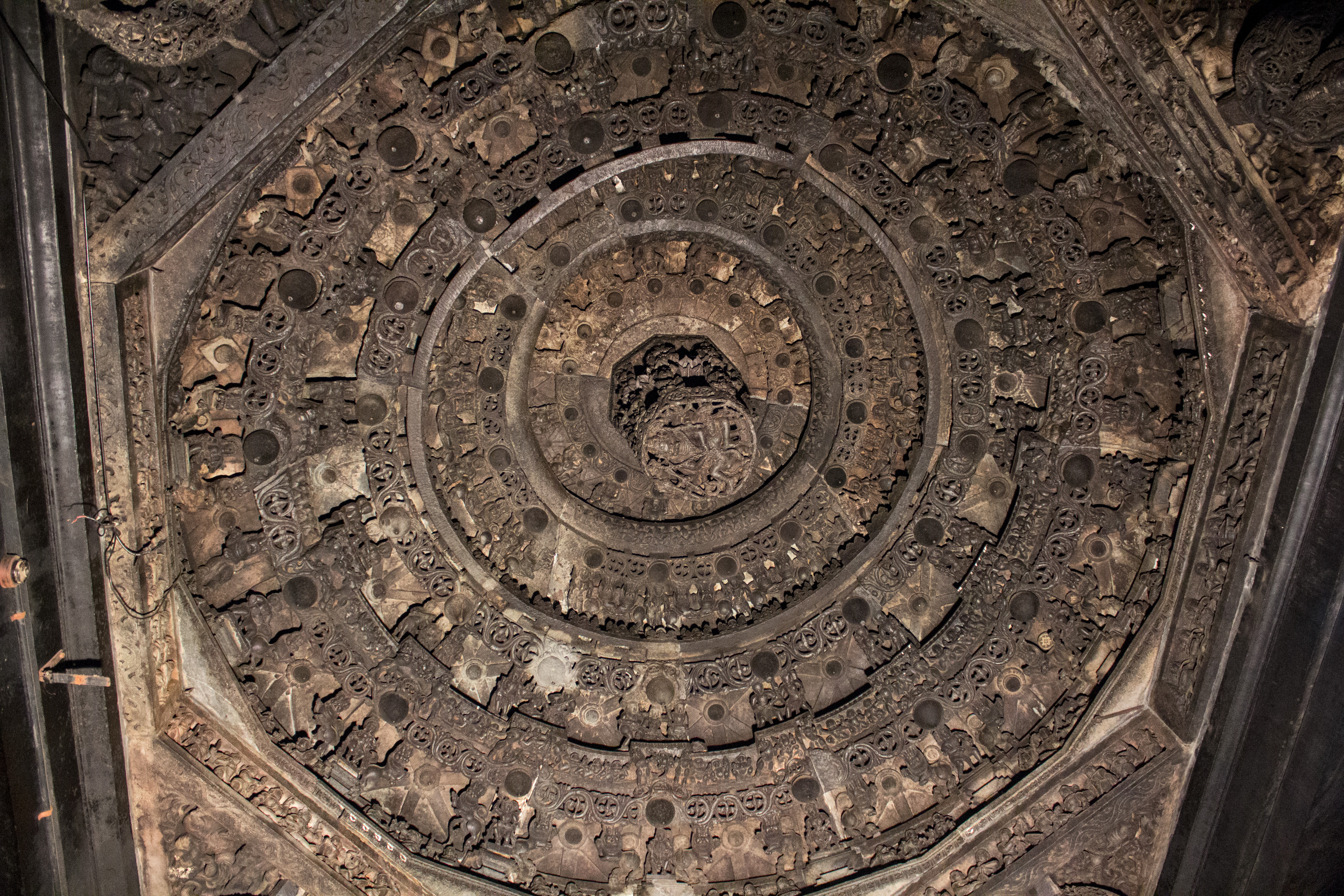
Vue intérieure sur le plafond sculpté. Au centre: le dieu étouffe un démon (asura)
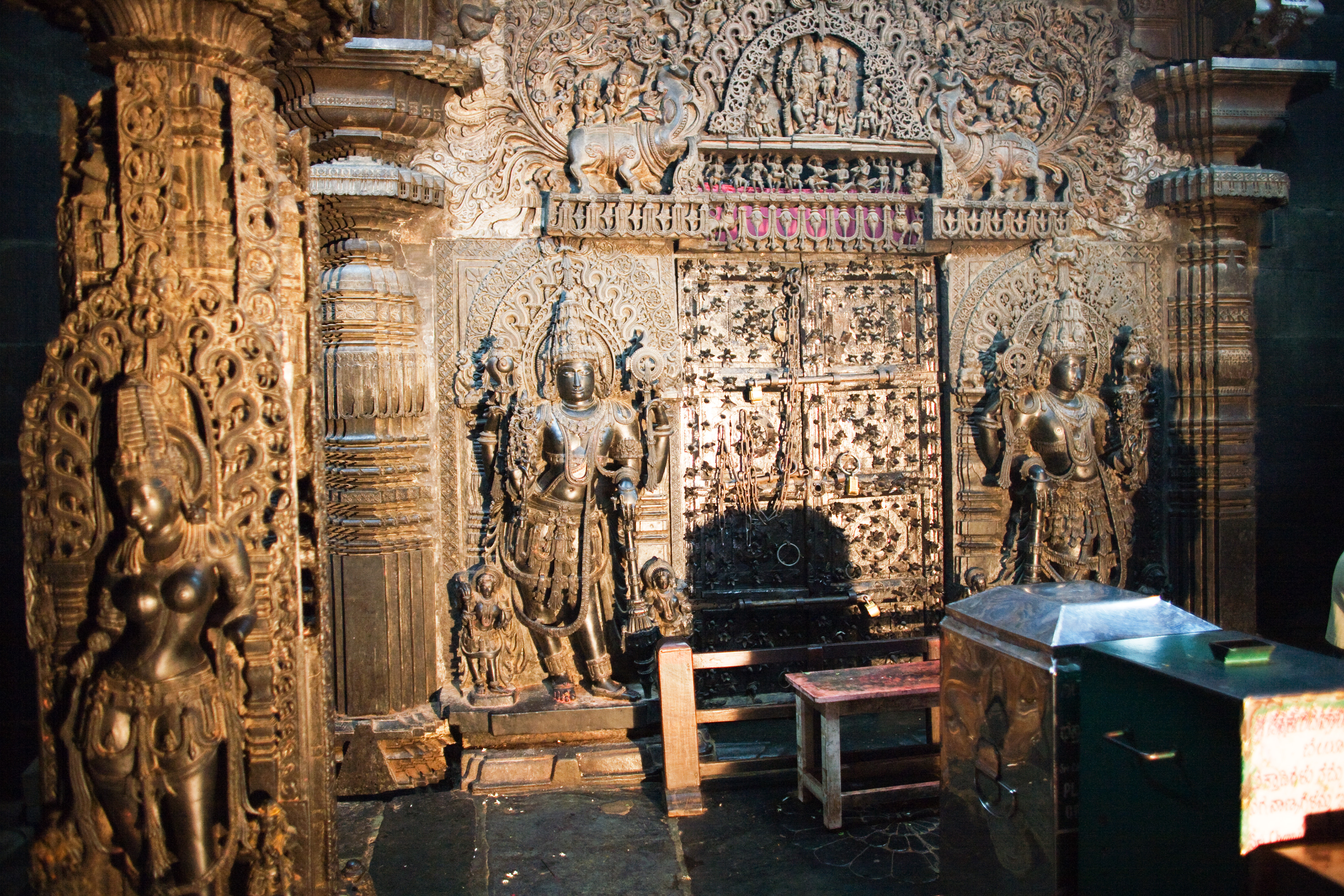
Parement sculpté à proximité du garbha-griha
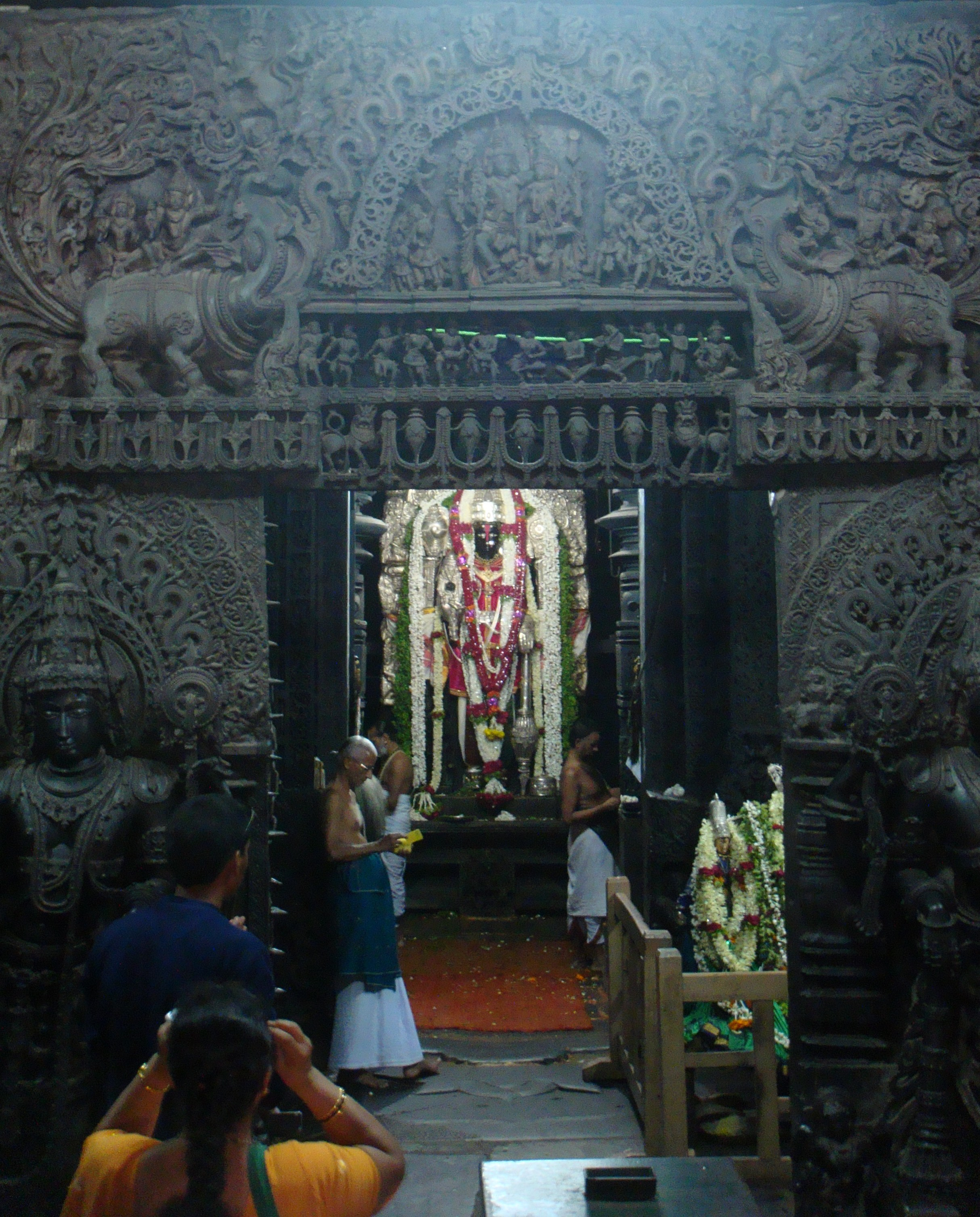
Dévotions à Vishnou à l'entrée du garbha-griha